# Persuasión de los días
Persuasión de los días es un libro de poemas del poeta argentino Oliverio Girondo, Fue publicado en 1942 por Editorial Losada. El libro marca el comienzo de un segundo período en la obra de Girondo. El mundo exterior cede el centro ante el yo poético, predominando un tono de amargura, ajeno al humor, el optimismo y la vitalidad de los versos de sus obras anteriores.

## La obra
En Persuasión de los días, Girondo cambia el tono de su poesía. A diferencia de sus anteriores obras, Veinte poemas para ser leídos en el tranvía, Calcomanías y Espantapájaros, abandona el humor y la visión alegre de la vida para penetrar en la decadencia social y espiritual. Algunos poemas, como “Amargor” o “Hay que compadecerlos” están escritos con cierta amargura. En unos pocos, muestra su típico humor, pero atenuado. Su poesía, antes dirigida hacia el afuera, hacia lo que lo rodea, se vuelca hacia su propio yo y adquiere mayor relevancia el tema del vuelo, presente en toda la obra de Girondo.
El “vuelo”, el soñar con volar, imaginar el vuelo, ha tenido múltiples interpretaciones: desde la erótica a la de ser un símbolo de libertad. En Girondo aparece en forma recurrente, ya sea en expresión directa: “Si no saben volar pierden su tiempo las que pretenden seducirme”, poema 1, en Espantapájaros o aludiendo al vuelo: “¡Barcas heridas en seco con las alas plegadas!”, en “Paisaje bretón”, primer poema de Veinte poemas escritos para ser leídos en el tranvía. Persuasión de los días es una obra que marca un quiebre en la poética de Girondo y en el que la Segunda Guerra Mundial y los cambios políticos y sociales en el país pueden haber tenido influencia en su mirada del mundo.